# Baysangur Susurkaev
Baysangur Susurkaev (Chechenia, Rusia; 8 de enero de 2001) es un artista marcial mixto ruso que compite en la división de peso medio de Ultimate Fighting Championship.

## Carrera de artes marciales mixtas

### Carrera temprana
Susurkaev comienza su carrera a corta edad, su debut se realiza el 22 de diciembre de 2019 a los 18 años en el evento "Akhmat Moscow" En esta ocasión enfrenta a Bakbergen Anvarov, a quien derrota por nocaut técnico en el primer asalto.
El 20 de diciembre de 2020, en "Colosseum MMA: Battle of the Champions 17" se enfrenta a Gennady Khamzin, a quien derrota por nocaut técnico en el primer asalto.

### Absolute Championship Akhmat
Susurkaev sigue su carrera en la promotora rusa Absolute Championship Akhmat (ACA). Realiza su debut en la compañia el 30 de enero de 2021 en "ACA Young Eagles 16", evento que se consideraba la primera ronda de una serie de peleas. Susurkaev enfrentó a Akmatbek Payzillabek Uulu, a quien derrotó por nocaut técnico en el primer asalto.
Su siguiente combate se realiza el 16 de agosto de 2021 en "ACA Young Eagles 20", considerada como semifinales. Susurkaev enfrentó a Islom Sharopov, a quien derrota por nocaut técnico en el primer asalto.
El 25 de diciembre de 2021 en "ACA Young Eagles 23", las finales de esta serie de eventos, se enfrenta a Bekhruz Kurbonov, a quien derrota por nocaut técnico en el primer asalto.
El 31 de marzo de 2022 en "ACA Young Eagles 26" se enfrenta a Artem Kuzmin, a quien derrota por nocaut técnico en el primer asalto.
En este momento de su carrera registraba 6 victorias, todas por nocaut en el primer asalto y 0 derrotas. Susurkaev queda inactivo durante 2 años y 7 meses donde se dedico a entrenar y hacer un giro en su carrera, ya que deja de pelear en Rusia y se traslada a Estados Unidos.

#### Estados Unidos
Susurkaev hace su debut en Estados Unidos el 22 de noviembre de 2024 en la promotora debutante BORROKA. Susurkaev enfrenta a Shane Sobnosky, a quien derrota por decisión unanime.
Su siguiente pelea se realiza en la promotora Fury Fighting Championship el 21 de febrero de 2025 en el evento Fury FC 102, siendo la pelea estelar de la noche luego de que se cancelaran otros enfrentamientos, lo que le permitio ganar miradas luego de que derrotara por nocaut técnico en el segundo asalto a Irakli Kuchukhidze.

### Dana White's Contender Series
Con un récord de 8 victorias y 0 derrotas, Susurkaev es elegido para reemplazar en corto aviso a Damian Pinas e intentar conseguir un contrato en la compañia más prestigiosa de las MMA; Ultimate Fighting Championship (UFC).
El 12 de agosto de 2025 en la Semana 1 de Dana White's Contender Series 2025 se enfrenta a Murtaza Talha, a quien derrota por nocaut técnico en el primer asalto, siendo el unico nocaut de la noche y soprendiendo a Dana White, lo que lo llevo a conseguir un contrato con la compañia.

### Ultimate Fighting Championship (UFC)
Con un hecho sin precedentes, Susurkaev debutará en la compañia con solo 4 días de diferencia entre su victoria en Dana White's Contender Series y su debut en UFC 319: Du Plessis vs Chimaev. El evento se realizó el 15 de agosto de 2025, donde se enfrentó a Eric Nolan, campeón de peso wélter de Cage Fury FC. Susurkaev ganó el combate por sumisión en el segundo asalto.

## Vida Personal
Susurkaev pertenece al Gimnasio Kill Cliff FC, donde entrena con grandes estrellas de las artes marciales mixtas, sin embargo también es compañero de entrenamiento del artista marcial mixto Khamzat Chimaev, con el que tiene una gran relación.

## Récord en artes marciales mixtas
| Récord profesional | Récord profesional | Récord profesional |
| 10 peleas          | 10 victorias       | 0 derrotas         |
| ------------------ | ------------------ | ------------------ |
| Nocaut             | 8                  | 0                  |
| Sumisión           | 1                  | 0                  |
| Decisión           | 1                  | 0                  |

| Resultado | Récord | Oponente                  | Método                | Evento                                | Fecha                   | Ronda | Tiempo | Localización       | Notas |
| --------- | ------ | ------------------------- | --------------------- | ------------------------------------- | ----------------------- | ----- | ------ | ------------------ | ----- |
| Victoria  | 10–0   | Eric Nolan                | Sumisión              | UFC 319                               | 16 de agosto de 2025    | 2     | 2:01   | Chicago, Illinois  |       |
| Victoria  | 9–0    | Murtaza Talha             | KO (patada al cuerpo) | Dana White's Contender Series: Week 1 | 12 de agosto de 2025    | 1     | 3:04   | Las Vegas, Nevada  |       |
| Victoria  | 8–0    | Irakli Kuchukhidze        | TKO (golpes)          | Fury FC 102                           | 21 de febrero de 2025   | 2     | 2:12   | San Antonio, Texas |       |
| Victoria  | 7–0    | Shane Sobnosky            | Decisión (unanime)    | BORROKA 1                             | 22 de noviembre de 2024 | 3     | 5:00   | Las Vegas, Nevada  |       |
| Victoria  | 6–0    | Artem Kuzmin              | TKO (golpes)          | ACA Young Eagles 26                   | 31 de marzo de 2022     | 1     | 1:22   | Chechenia, Rusia   |       |
| Victoria  | 5–0    | Bekhruz Kurbonov          | KO (rodillazo)        | ACA Young Eagles 23                   | 25 de diciembre de 2021 | 1     | 0:40   | Grozny, Rusia      |       |
| Victoria  | 4–0    | Islom Sharopov            | KO (rodillazo)        | ACA Young Eagles 20                   | 16 de agosto de 2021    | 1     | 0:59   | Grozny, Rusia      |       |
| Victoria  | 3–0    | Akmatbek Payzillabek Uulu | TKO (golpes)          | ACA Young Eagles 16                   | 30 de enero de 2021     | 1     | 4:58   | Chechenia, Rusia   |       |
| Victoria  | 2–0    | Gennady Khamzin           | TKO (golpes)          | Colosseum MMA                         | 20 de diciembre de 2020 | 1     | 0:47   | Moscú, Rusia       |       |
| Victoria  | 1–0    | Bakbergen Anvarov         | TKO (golpes)          | Akhmat Moscow                         | 22 de diciembre de 2019 | 1     | 0:36   | Moscú, Rusia       |       |